# Туризм в Дагестане
Туризм в Дагестане — часть туризма в России на территории республики Дагестан.
Государственное управление туризмом в республике до 2015 года осуществляло Агентство по туризму Республики Дагестан, в 2015 году было образовано Министерство по туризму и народным художественным промыслам Республики Дагестан.

## История развития туризма в Дагестане
В конце 1980-х годов в Дагестане было построены большое количество социально-бытовых объектов рекреационной системы. В 1990 году рекреационной системой было обслужено более 350 тысяч человек. В 1992 году общая емкость оздоровительных учреждений и туристской сети составляла 42 тысячи мест. В результате распада Советского Союза, а также серии стихийных бедствий, включая резкий подъём уровня Каспийского моря положение в туристской и санаторно-курортной системе Дагестана ухудшилось.
В 2001 году Народным Собранием Республики Дагестан был принят Закон Республики Дагестан «О туристской деятельности в Республике Дагестан» с целью государственного регулирования туристской деятельности в Республике Дагестан, направленного на совершенствование отношений в сфере туризма.
В 2001 году внутренний поток туристов составлял 56,8 тысяч человек. В 2008 году число мест коллективного размещения составляло 26,9 тысяч койко-мест, внутренний поток туристов — 198 тысяч человек. В 2001—2008 годах рост мест коллективного размещения составил 15 %, в то время как внутренний туристический поток за этот период за этот период увеличился в 3,5 раза.
2 декабря 2010 года в соответствии с постановлением правительства Российской Федерации от 14 октября 2010 г. № 833 «О создании туристического кластера в Северо-Кавказском федеральном округе, Краснодарском крае и Республике Адыгея» было создано АО «Курорты Северного Кавказа» для управления особыми экономическими зонами туристско-рекреационного типа в том числе и на территориях Хунзахского района Республики Дагестан.
Согласно постановлению правительства Российской Федерации № 1195 от 29 декабря 2011 года «Об особых экономических зонах в Северо-Кавказском федеральном округе», границы созданных ранее особой экономической зоны в Дагестане были расширены, за счёт Дербентского, Карабудахкентского, Каякентского и Магарамкентского районов Республики Дагестан.
Указом Главы Республики Дагестан 29 октября 2015 года № 258 было образовано Министерство по туризму и народным художественным промыслам Республики Дагестан — исполнительный орган государственной власти Республики Дагестан, осуществляющий государственное управление и нормативно-правовое регулирование в сферах туризма, санаторно-курортной деятельности и народных художественных промыслов.
По состоянию на октябрь 2016 года проект туристического кластера под управлением АО «Курорты Северного Кавказа» включает в себя шесть всесезонных туристско-рекреационных комплексов в число которых входят Каспийский прибрежный кластер (особая экономическая зона на территории муниципальных образований «Дербентский район», «Карабудахкентский район», «Каякентский район» и «Магарамкентский район» Республики Дагестан); «Матлас» (особая экономическая зона на территории муниципального образования «Хунзахский район», Республики Дагестан).
Согласно концепции федеральной целевой программы «Развитие внутреннего и въездного туризма в Российской Федерации (2019—2025 годы)» Дагестан обозначен как регион, который должен войти в перспективный туристский укрупненный инвестиционный проект «Каспий» (также в него войдут Астраханская область и Калмыкия).
В Стратегии социально-экономического развития Республики Дагестан до 2025 года, разработанной Министерством экономики Республики Дагестан, среди мер социально-инновационного развития выделено развитие туристско-рекреационного комплекса в Республике Дагестан включающее как структурные преобразования, так и системные процессы в туристско-рекреационной сфере: развитие пляжного и морского туризма, развитие лечебно-оздоровительного туризма, развитие горного туризма, развитие научно-познавательного туризма, развитие индустрии спорта и развлечений.

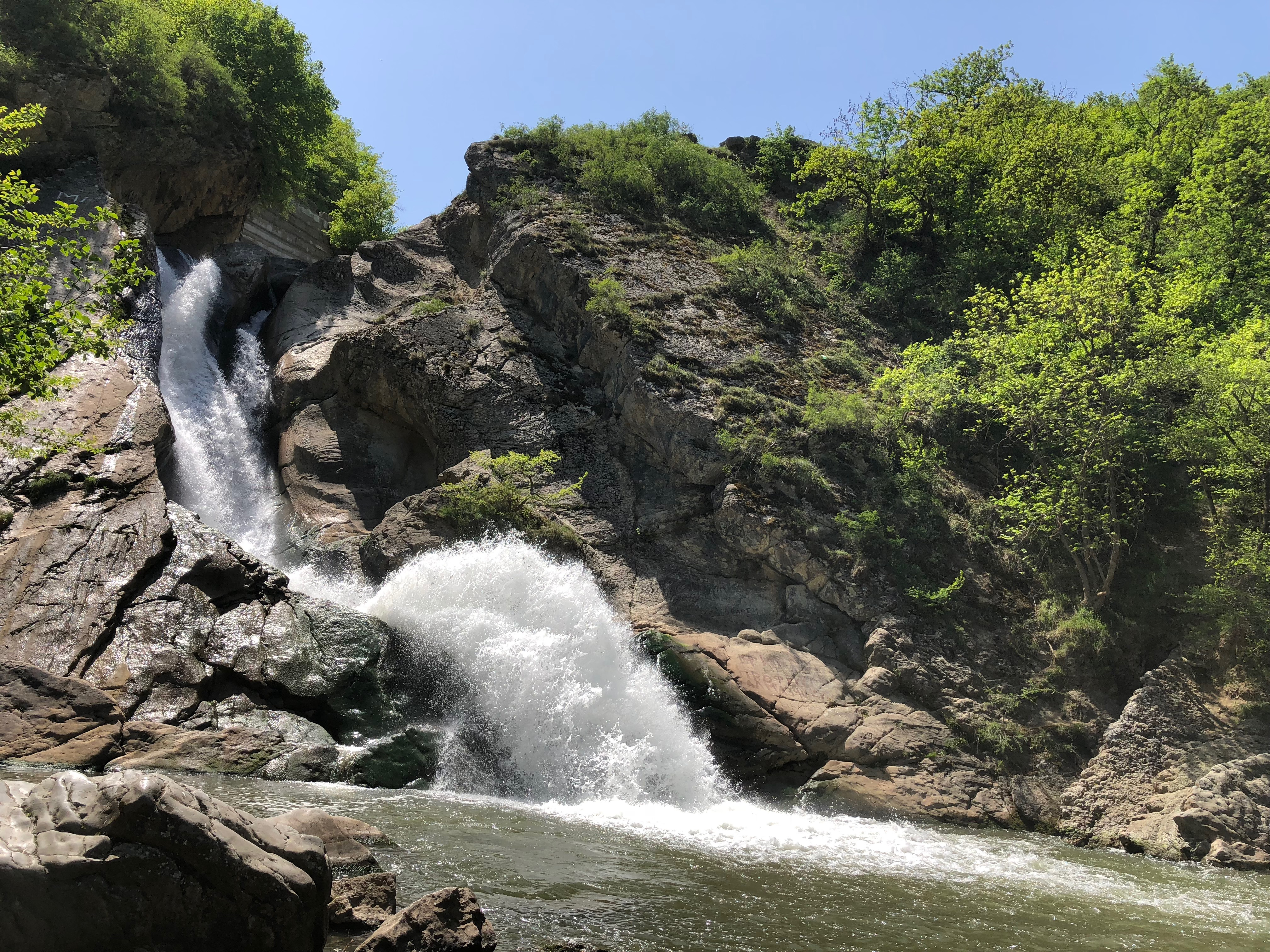
Ханагский водопад.
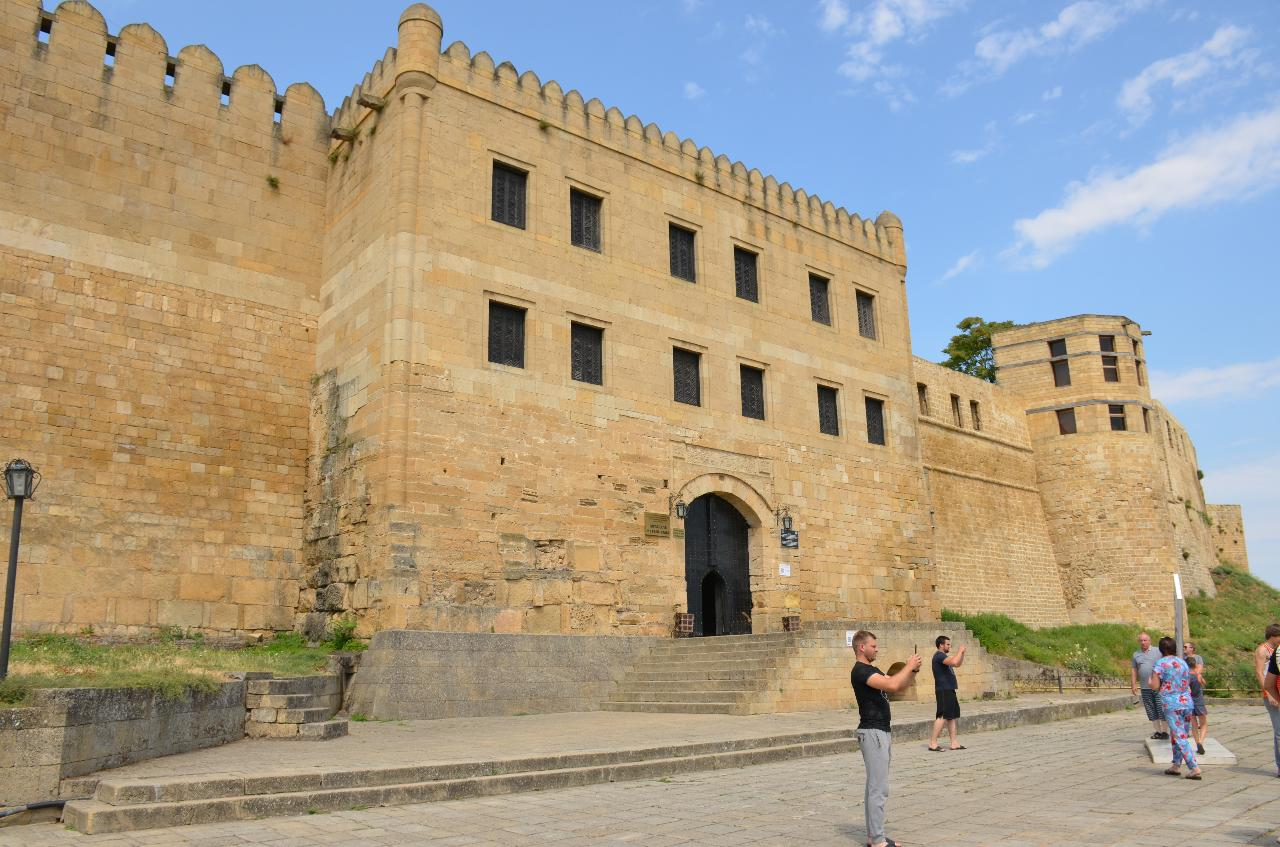
Крепость Нарын-кала в Дербенте. Входит в список всемирного наследия ЮНЕСКО
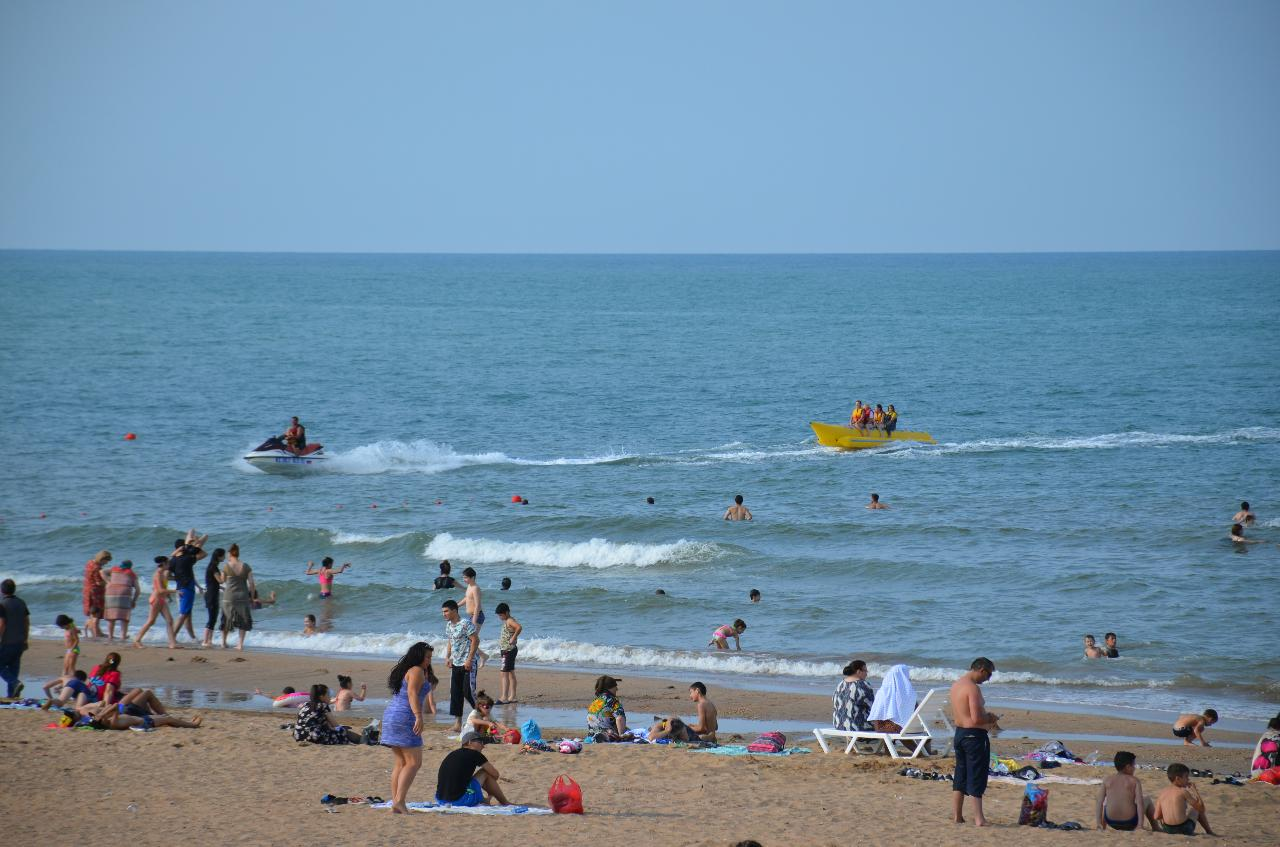
Пляж на берегу Каспийского моря в Дербенте.
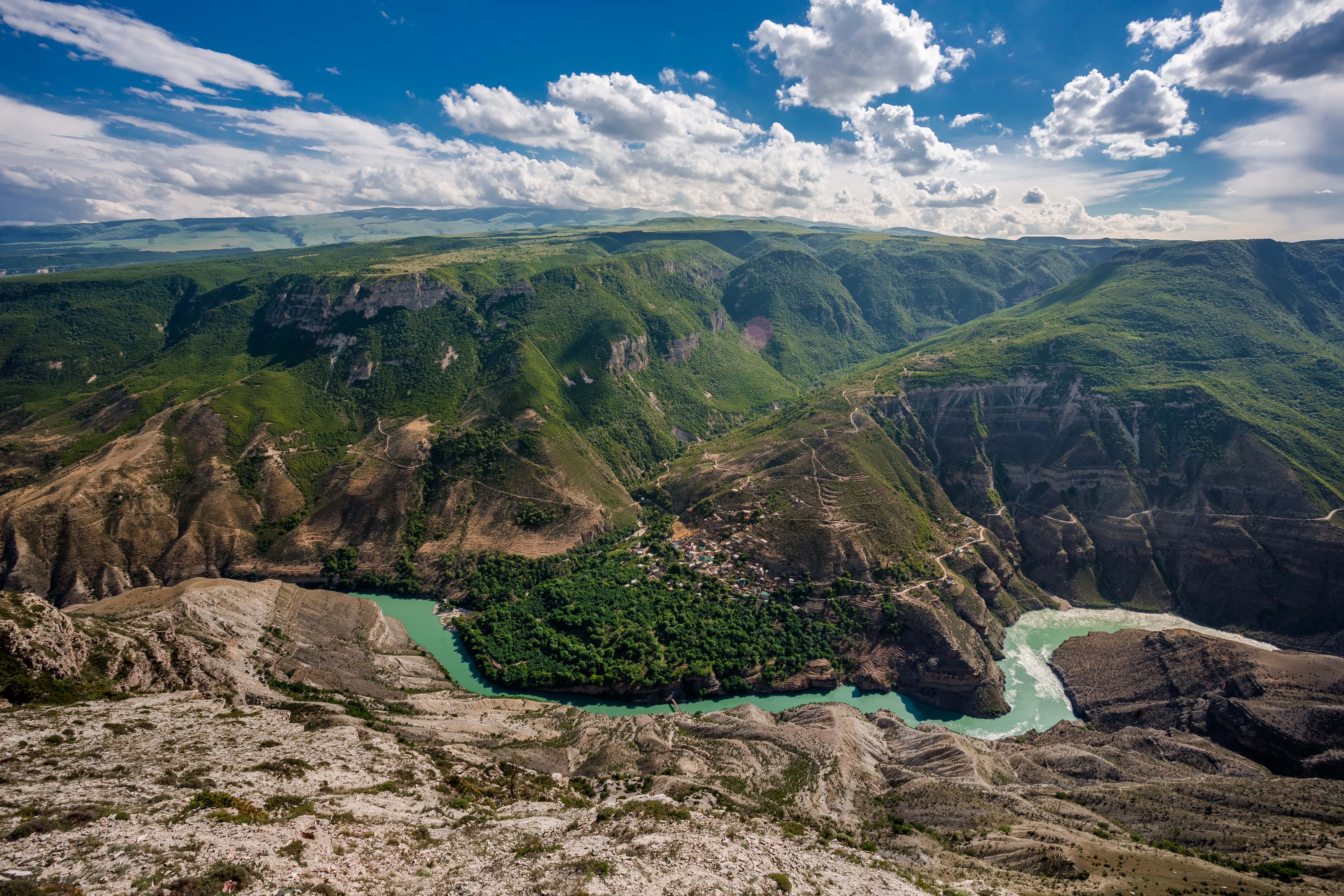
Сулакский каньон.

## Виды туризма в Дагестане

### Спортивный и экстремальный туризм
В 1988 году в Дагестане проводились всесоюзные соревнования по рафтингу, После чего рафтинг стал одним из самых популярных экстремальных видов туризма в регионе, так как здесь встречаются реки различной категории сложности. 15-километровый маршрут по горной реке Кора-Койсу пользуется популярностью как безопасный и удобный для посадки и высадки на берег и с мая по конец сентября принимает группы туристов со всей России.
У подножия горы Чиндирчеро в Акушинском районе был открыт горнолыжный комплекс «Чиндирчеро» который специализируется на горных лыжах, сноубординге и сноукайтинге, а также развивает другие экстремальные виды спорта: скалолазание, парапланеризм, рафтинг, кайтсёрфинг.
Побережье Каспийского моря благодаря постоянным ветрам, подходящей волне и чистым песчаным пляжам привлекают кайтсёрфингистов.
Горы в районе сел Башлыкент, Мекеги и гора Пушкин-Тау около города Избербаша имеют условия для занятий парапланеризмом и дельтапланеризмом, благодаря постоянным ветрам и горным склонам и популярны как среди приезжих туристов, так и среди местных экстремальных спортсменов.

### Промышленный туризм
На плотину крупнейшей гидроэлектростанции на Северном Кавказе Чиркейской ГЭС проводятся организованные экскурсии, однако массового посещения данного объекта не предусмотрено. В центральном офисе «РусГидро» рассматривается вопрос об открытии более широкого доступа для туристов.
Также около посёлка Дубки расположена заброшенная испытательная станция ветряных мельниц, на которой сохранились металлические конструкции первой в СССР системы связанных в единую сеть ветряных агрегатов большой мощности.

### Этнокультурный туризм
В Дагестане возможно посещение центров традиционных промыслов, таких как ковроткачество, чеканка по металлу, керамика, а также горных аулов с сохранившимся патриархальным укладом и архитектурой. Южная часть Дагестана (Самурский, Богосский хребты; долины рек Самур, Андийское и Аварское Койсу; окрестности Гуниба, Кубачи, Ботлиха) является перспективным регионом для самодеятельного этнотуризма.

### Экологический туризм
Одной из главных достопримечательностей Дагестана, которую ежегодно посещают тысячи туристов является Сулакский каньон. Каньон расположен в долине реки Сулак и является самым глубоким каньоном в Европе и один из самых глубоких в мире. Каньон имеет протяженность 53 километра, его глубина достигает 1920 метров, что на 120 метров глубже Большого каньона и на 620 метров глубже Каньона реки Тара. По глубине уступает лишь каньонам Котауаси и Колка в Перу.
В Кумторкалинском районе на территории Дагестанского заповедника находится самый большой в Европе песчаный бархан «Сары-Кум», высота которого который достигает 262 метра. Песок является продуктом выветривания песчаников с окружающих гор и благодаря ряду природных факторов (ветровой режим, рельеф местности и т.д) сформировался в дюну.
Дельта реки Самур с прилежащими к ней низовьями реки Гюльгеричай благодаря климатическим и гидрологическим условиям обладают богатым и своеобразным почвенно-растительного покровом. Здесь образован Самурский государственный природный заказник федерального значения на территории которого произрастает единственный в Российской Федерации субтропический лиановый лес.
На южном склоне одного из отрогов хребта Карасырт находятся каменные останцы с разнообразной формой: башен, столбов, арок, грибов. Данная достопримечательность сформировалась под воздействием воды и ветра и носит название «Эоловый город».

### Лечебно-оздоровительный туризм
В пяти километрах к юго-западу от центра села Ахты на левом берегу реки Ахтычай, в ущелье, находится Ахтынский минеральный источник.
Все ахтынские источники являются щелочными и выходят на поверхность с глубины 1400—1700 метров. Родона в водах курорта содержится в среднем 0,8 эман, а в парах вод — 4 эмана. По сложности химического состава воды источников относятся к ІV классу. К группе А относятся источники № 1, 2, 3, 4, 5, 6, 7 в Хамаме, а также источники № 1, 2, 3 в Жени (гидрокарбонатно-хлоридно натриевые, или соляно-щелочные, с содержанием сероводорода до 10 мг/л и минерализацией до 1,2 г/л.). К группе Б относится источник № 6 в Хамаме (гидрокарбонатно-сульфатные натриевые с преобладанием содово-глауберных солей). Температура источника колеблется от 38-40°C до 65-68 °C. Колебания температуры связаны с временем года. Здесь расположен бальнеологический курорт «Ахты». После присоединения региона к Российской империи над Ахтынскими минеральными источниками были построены небольшие здания с плоскими крышами. В советские годы инфраструктура источников продолжала развиваться. Были построены трёхэтажный пансионат, гостиница, ресторан, столовая, чайная. После Великой Отечественной войны получили популярность грязевое озеро с целебной массой, а также особо горячий источник, предназначавшийся для лечения радикулита. В 1958 году на горячих минеральных источниках был открыт детский ревмокардиологический санаторий.

### Сельский туризм
Ряд форелевых хозяйств на реке Сулак принимают туристов с возможностью попробовать блюда из свежей форели и порыбачить. Понтонно-садковое хозяйство «100 прудов-1», расположенном в акватории Миатлинского водохранилища у селения Зубутли, принимает до 50 туристов в выходные дни, в том числе отдыхающих из Германии, Франции, Польши, Чехии и центральных регионов России. В хозяйстве построен плавучий гостевой дом на 40 человек, проводятся сборы борцов и дзюдоистов. В форелевом хозяйстве СПК «Источник» в селении Миатли Кизилюртовского района туристы могут познакомиться с процессом выращивания форели и копчения разных видов рыб.

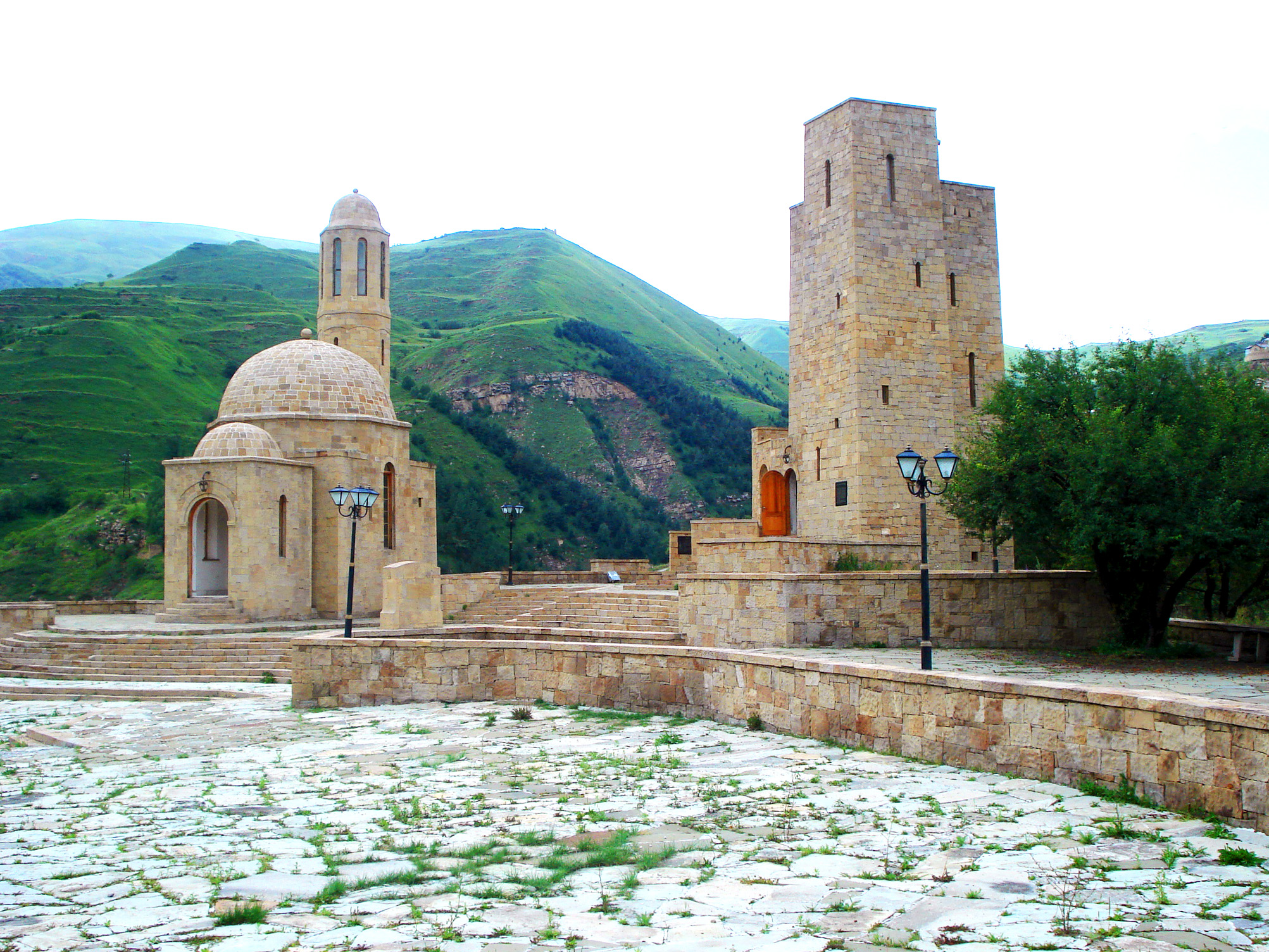
Мемориальный комплекс «Ватан».
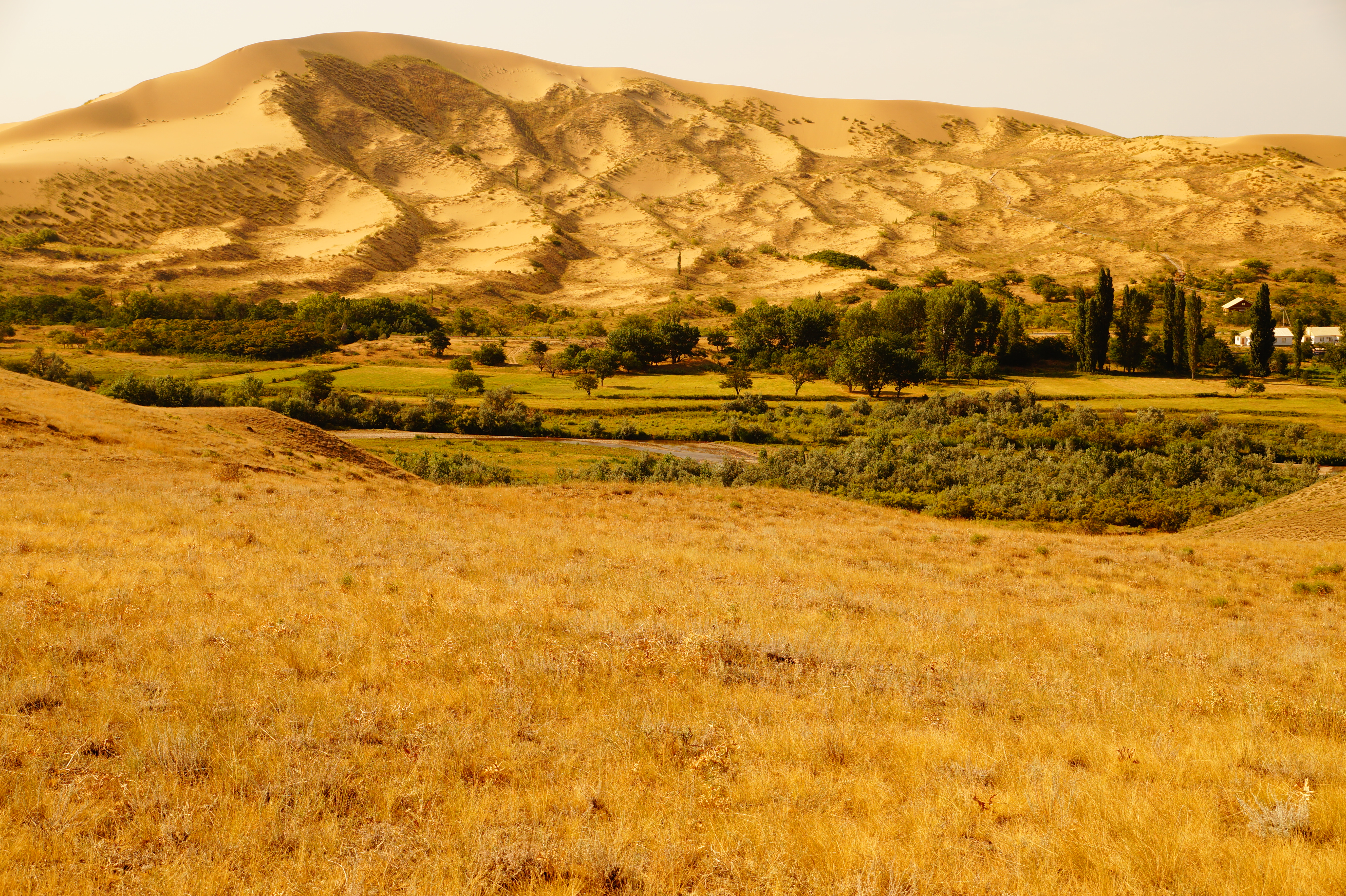
Дагестанский заповедник. Вид на песчаный бархан Сары-Кум, крупнейший в Евразии.
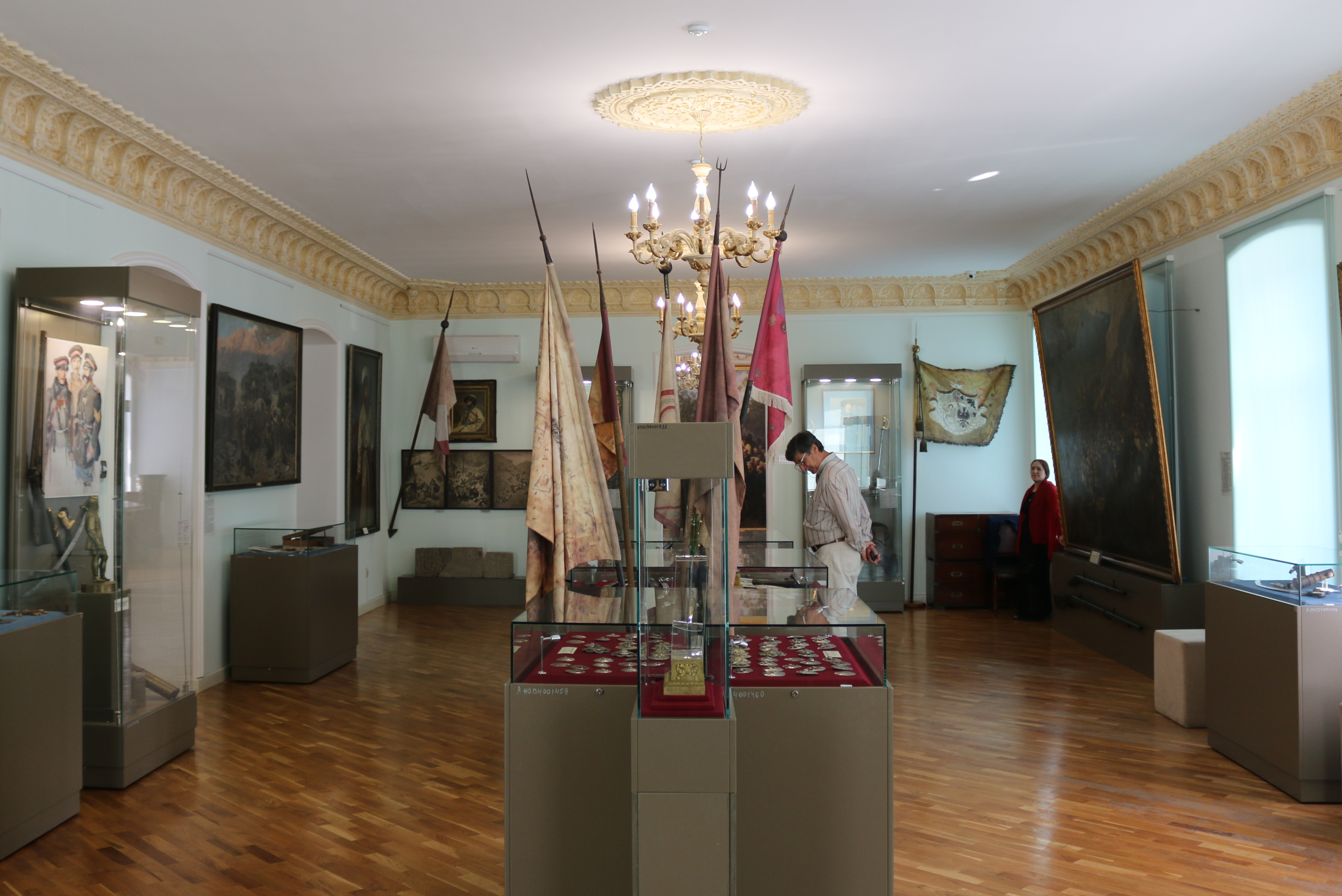
Махачкала. Национальный музей Республики Дагестан им. А. Тахо-Годи.
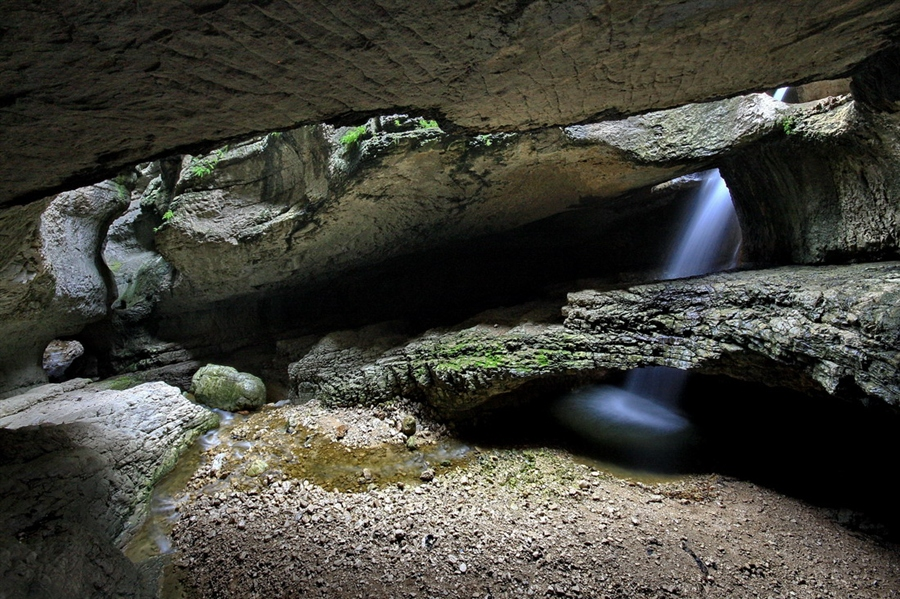
Салтинское ущелье с подземным водопадом[19].